# Nuestra Señora de Guadalupe y San Antonio
Il galeone  Nuestra Señora de Guadalupe y San Antonio, fu un galeone della Armada Española appartenente alla Armada de Barlovento, in servizio dal 1703 e perso per naufragio il 24 agosto 1724.

## Storia
Il 30 gennaio 1699, il Consiglio Generale della Marina ordinò la fabbricazione nel cantiere navale di Campeche di due navi per la Armada de Barlovento, di 55 e 45 cubiti di chiglia, che avrebbero servito come Capitana e Almiranta.
La Almiranta, che portava il nome di Nuestra Señora de Atocha y San Francisco, si rivelò di difettosa costruzione e non fu accettata in servizio nella Armada de Barlovento, venendo venduta in una pubblica asta.
Il prezzo per la costruzione della Capitana, che portava il nome Nuestra Señora de Guadalupe y San Antonio, fu fissato a 100.000 pesos e la sua chiglia fu posata il 25 gennaio 1702. José Sarmiento y Valladares, conte di Moztezuma, viceré della Nuova Spagna, ne aveva commissionato la costruzione al capitano Luis Zenteno, capomastro fluviale, e a Sebastián de Idiaquez y Zabalza, come garante. A causa della morte di entrambi, i lavori furono affidati al maestro falegname fluviale Francisco de los Reyes y José Fernández Estenos, seguendo le raccomandazioni e i piani costruttivi di Francisco Garrote. Ma Luis Zenteno progettò la nave con misure diverse, che furono rispettate da Madrid, il che si rivelò provvidenziale, poiché diventò la migliore nave dell'epoca. Senza dubbio, i legni utilizzati nel cantiere navale di Campeche avevano molto a che fare con l'eccellenza della nave, in particolare il jabin, un albero originario della regione di Campeche, che si distingue per la sua durezza e solidità, oltre al cedro.
Nell'aprile 1703 il Nuestra Señora de Guadalupe y San Antonio arrivò a Veracruz da Campeche, venendo accettato in servizio dal capitano Antonio de Ibarra, nonostante le sue misure non corrispondessero a quelle concordate nel contratto, e si unì alla Armada de Barlovento, in una cerimonia alla presenza del capitano generale della Marina Andrés Matías de Pes, degli ammiragli Antonio Landeche e José de Llanes, rimanendo sotto il comando del capitano generale Matías de Pes.
La sua prima uscita in mare fu per proteggere le navi cariche di mercurio dell'ammiraglio Francisco Antonio Garrote, che era arrivato a Veracruz con la Capitana Nuestra Señora de Begoña e l'Almirante, la patache  Nuestra Señora del Rosario, oltre a cinque navi mercantili. La nuova Capitana dell'Armada de Barlovento salpò da Veracruz l'11 dicembre 1703, o all'inizio di gennaio 1704, secondo le fonti, con altre tre navi, l'Almiranta Santísima Trinidad y Nuestra Señora de Atocha, la fregata Nuestra Señora del Rosario y Santiago Apóstol e una patache. Una tempesta disperse la flotta di Garrote, costringendo le navi di Andrés de Pes a rifugiarsi sulla costa di Campeche, dove sia la Capitana che l'Almiranta furono riparate. Le navi ripartirono per L'Avana, ma al loro arrivo in porto, il 2 aprile, le navi di Garrotte erano già salpate. De Pes prese il mare con la  Nuestra Señora del Rosario e la fregata, per continuare la il loro incarico, la distribuzione dei fondi destinati alle Isole Sopravento, lasciando in porto le altre due navi, ma dovettero entrare a Matanzas per imbarcare acqua.
Il 2 luglio 1704 si fermarono al castello di Araya e continuarono la navigazione verso San Juan de Puerto Rico. Una volta sbarcato il carico le navi ritornarono a Veracruz, dopo aver fatto scalo nel porto di Guarico, e entrano all'Avana il 12 agosto.

### In servizio nella Armada Espaňola
La mancanza di fondi da parte della corona spagnola costrinse il viceré della Nuova Spagna, Francisco Fernández de la Cueva duca di Alburquerque, a separarsi dalla migliore nave della Armada de Barlovento.  Un milione di pesos, assolutamente necessari per continuare la guerra di successione, furono imbarcati a Veracruz sul galeone che prese il mare l'11 novembre 1704, al comando di Andrés de Arriola, e arrivò a Cadice il 5 febbraio 1705 in conserva con una da nave mercantile, di proprietà di Diego Sánchez. Il 10 marzo 1706 prese nuovamente il mare da Cadice come nave ammiraglia della scorta della Flotta della Nuova Spagna al comando del generale Diego Fernández de Santillán, imbarcato bordo della Capitana Nuestra Señora de Begoña.
La scorta delle tredici navi mercantili, con a bordo 2.674,85 tonnellate di merci e 10.000 quintali di mercurio, era completata dalla nave mercantile armata Santo Cristo de San Román. Scortate da 7 navi francesi fino alle isole Canarie, la flotta arrivò a Cartegena de Indias insieme alla flotta di galeoni di José Fernández de Santillán y Quesada conte di Casa Alegre, avendo evitato la squadra navale britannica al comando di Sir John Leake. Salpate da Cartagena de Indias le navi spagnole, scortate da quelle francesi agli ordini di Jean-Baptiste du Casse, arrivarono a Veracruz il 29 maggio 1706.
Ancora una volta, la mancanza di navi da guerra in grado di attraversare in sicurezza l'Atlantico costrinse il viceré, duca di Alburqueque, a rinunciare al galeone. Imbarcato a bordo un altro milione di pesos esso lasciò Veracruz il 28 dicembre 1706, al comando di Andrés de Pes, accompagnato da diverse fregate mercantili, arrivando all'Avana il 13 gennaio 1707, approfittando di un rallentamento dell'attività navale nemica. Per evitare gli squadroni nemici, non si diresse verso un porto spagnolo, ma entrò nel porto francese di Brest il 27 febbraio con la nave Nuestra Señora de los Reyes y San Jorge, comandata dal capitano e armatore Diego Sánchez. La traversata fu completata in soli 34 giorni. La patache fu sostituita da una fregata francese acquistata sul posto, e le due navi salparono per Cadice scortate due navi da guerra francesi da 60 cannoni, Apollon e Triton al comando dei capitani Doroigne e Dudresner, ancorando nella baia di Cadice il 22 settembre 1707.
Lì si stava organizzando la partenza di una nuova flotta per Veracruz per la primavera dell'anno successivo, composta da diciotto navi mercantili, di cui 5 francesi, dodici fregate, un brigantino e una chiatta. La scorta era composta dal Nuestra Señora de Guadalupe y San Antonio, al comando di Andrés de Arriola, da due navi francesi da 60 cannoni l'Apollon e il Triton e da un avviso.
La flotta della Nuova Spagna lasciò Cadice il 22 maggio 1708, sotto il comando dell'ammiraglio Andrés de Pes, insieme a due tartane, Sutila e Santiago, al comando, rispettivamente da Juan Bautista Iriarte e Juan de España. Alle Canarie la flotta ricevette la scorta aggiuntiva di due fregate francesi. Dato il deterioramento delle relazioni franco-spagnole, questa scorta fu una delle ultime a fornire servizi molto costosi agli interessi spagnoli.
Dopo una sosta a Porto Rico, tra il 29 giugno e il 4 luglio, per effettuare il rifornimento d'acqua, all'inizio di luglio le navi di de Pes passarono per il porto di Guarico e da lì all'Avana, dove lasciarono dei documenti per il locale governatore. Arrivarono a Veracruz il 3 agosto dopo aver catturato il 20 luglio, sopra Capo San Antonio, sei delle dodici navi di un convoglio britannico, che aveva lasciato la Giamaica e stava tornando in Inghilterra senza scorta, carico di zucchero e bastoncini di colorante.  Dopo essere stata scaricata a Veracruz, nel febbraio 1709 la flotta era pronta a ripartire al comando di Arriola, ma la sua partenza fu ritardata in attesa di uno squadra francese che avrebbe dovuto scortare la flotta, poiché erano giunte notizie di movimenti navali nemici per catturarla. Alla fine del mese di maggio le navi francesi non avevano ancora lasciato la Francia, costringendo le navi di Arriola a sbarcare i fondi e le merci. Le navi e gli uomini rimasero all'ancora con un alto costo per il Tesoro spagnolo, e così fu presa la decisione di far partire la flotta, con la sola protezione delle due navi francesi e del galeone, cosa che avvenne tra il 15 e il 20 novembre 1709. Le navi si fermano all'Avana, da dove salpano di nuovo il 20 gennaio, arrivando a Pasajes il 2 marzo 1710. Una delle navi mercantili arrivò il 7 marzo, mentre una delle fregate rimase all'Avana. La flotta portava a bordo tra i 6 e gli 11 milioni di pesos, di cui da 750.000 a un milione e mezzo appartenenti al re di Spagna. Il 18 luglio la nave arrivò nella baia di Cadice per imbarcare le merci, ed il governatore ordinò che nessuna nave lasciasse il porto fino alla partenza del galeone per non allertare i nemici. Il 27 luglio si imbarcò sulla nave il nuovo viceré della Nuova Spagna, Fernando de Alencastre Noroña y Silva, duca di Linares e marchese di Valdefuentes.
Il galeone salpò da Cadice verso Veracruz il 6 agosto 1710 al comando del generale Andrés de Arriola, con la fregata Nuestra Señora de los Reyes y San Jorge di Diego Sánchez che fungeva da patache, e un tartana francese che li accompagnò fino alle isole Canarie. Arrivò a Veracruz il 12 ottobre 1710, dove sbarcò 2.000 quintali di mercurio e altre merci.
All'arrivo a Veracruz, il capitano Manuel López Pintado era già in porto, essendo arrivato il 28 luglio 1710 con due navi cariche di mercurio, la nave Nuestra Señora de Begoña e la patache Nuestra Señora del Mar, ritenute inutilizzabili. Il nuovo viceré, duca di Linares, decise di imbarcare sul galeone i fondi della Tesoreria Reale e le persone che il capitano López Pintado avrebbe dovuto portare a Cadice. Iniziò il nuovo viaggio di ritorno a Cadice il 27 gennaio 1711, sotto il comando di Andrés de Arriola, portando a bordo 1.180.776 pesos, scudi d'argento e 7 tomine in reales e lingotti d'argento.
A una lega dal porto si alza un forte vento da nord, che costrinse il capitano del galeone a ritornare a Veracruz, prendendo di nuovo il mare il 29, due giorni dopo, con vento da sud-est.
Dopo una sosta di otto giorni all'Avana, salpò con quattro navi mercantili che lo accompagnavano da Veracruz e arrivò a Cadice il 31 marzo con una di esse, dopo aver eluso la sorveglianza delle navi inglesi e olandesi della squadra dell'ammiraglio John Jennings e sopportato una forte tempesta nel Canale delle Bahamas. Nei giorni successivi, le altre navi da cui si era separato entrarono a Cadice: il 1 aprile la fregata di Diego Sánchez con un'altra nave mercantile e il 4 aprile un brigantino carico di tabacco.
Un mese dopo il suo arrivo a Cadice, il generale Andrés Arriola fu informato che gli era stato assegnato il comando della successiva flotta diretta alla Nuova Spagna e che sarebbe salpata nell'estate del 1711.
La flotta lasciò Cadice il 3 agosto 1711, diretta a Veracruz, composta da otto navi mercantili (quattro navi, tre fregate e un'urca) con l'unica scorta del Nuestra Señora de Guadalupe y San Antonio. A bordo delle navi vi erano 1.600 tonnellate di merci e 4.000 quintali di mercurio (2.500 a bordo della Capitana). L'8 settembre le navi erano arrivate a Porto Rico per raccogliere provviste e acqua, e salparono l'11, costeggiano la costa settentrionale di Santo Domingo per arrivare a Veracruz il 5 ottobre.
Dopo tanti viaggi e navigazioni, il galeone dovette restare in porto per essere carenato a fondo, per cui non poté lasciare Veracruz con la flotta per scortarla all'Avana, venendo sostituito dall'ammiraglia della Armada de Barlovento, Santísima Trinidad y Nuestra Señora de Atocha, comandata dall'ammiraglio Diego de Alarcón y Ocaña.
Questa flotta naufragò il 15 dicembre 1711 sulla costa settentrionale di Cuba, e nonostante la perdita di diverse navi e di molti membri dell'equipaggio, la maggior parte dei beni viene recuperata.
Una volta armata e di nuovo pronto il Nuestra Señora de Guadalupe y San Antonio salpò da Veracruz il 19 gennaio 1713 al comando del tenente generale Pedro de Ribera, insieme alla fregata francese Águila (ex Aigle), sequestrata a Veracruz per contrabbando, e al comando di Bartolomé de Requena. Arrivò a Cadice il 30 marzo 1713, dopo la prevista sosta all'Avana, con quattro navi mercantili, le fregate di Diego Sánchez, Aristeguieta e Sangronis e una nave mercantile dell'Avana carica di tabacco.
Altre quattro navi si separano nel Canale delle Bahamas, arrivando a Cadice, La Coruña e Faro (Portogallo) in giorni diversi.
Il galeone della Armada di Barlovento, rimase l'unica nave di linea di proprietà della Corona, in quanto il resto delle navi era andato perduto per naufragio, dismissione o perso in combattimento con il nemico. Per ovviare a questa carenza, il segretario del Consiglio delle Indie, e futuro segretario della Marina e delle Indie, Bernardo Tinajero de la Escalera, con l'appoggio del primo ministro Jan van Brouchoven conte Bergeyck, propose nel 1712 al re Filippo V la costruzione di 10 navi da 60 cannoni e 800 tonnellate all'Avana con i progetti di Antonio Gaztañeta. Il cantiere navale di l'Avana mancava di alberi, attrezzature, tele, ferro e artiglieria, oltre di personale specializzato per la costruzione delle navi, ed era necessario prendere accordi per la fornitura del materiale e del personale e il loro trasporto all'Avana.
Il seggio fu concesso al nuovo ammiraglio Manuel López Pintado, firmato da lui e dal segretario di Stato José Grimaldo l'11 novembre 1712. Il suddetto seggio prevedeva l'acquisto di tre navi per il trasporto di rifornimenti e personale.
La prima di queste navi doveva avere da 52 a 54 cannoni, la seconda era la fregata Sacra Familia, da 24 cannoni, di proprietà di López Pintado, il cui acquisto ammontava a 15.418 ducati, che era appena arrivata da Veracruz e si trovava in Galizia sotto il comando del capitano Nicolás Solano, e la terza nave era la pingüe Nuestra Señora del Mar, con 40 cannoni e 500 tonnellate di stazza, in grado di trasportare alberi da 55 a 60 cubiti.
Il suo acquisto ammontava a 16.759 pesos, compreso lo scafo, le provviste e il mantenimento dell'equipaggio. Una volta completato il trasporto, le tre navi sarebbero state incorporate nella Armada de Barlovento. Le navi dovevano lasciare Cadice prima del mese di marzo 1713, salpando come navi da guerra e López Pintado ne avrebbe nominato i capitani.
Il 16 luglio fu pubblicato l'ordine di partenza delle navi di López Pintado, e alla fine del mese fu completato il carenaggio del galeone e di altre due navi, che dovevano essere caricate con mercurio, tori, lettere sigillate e vettovaglie.
Mentre si preparava questa spedizione, la guerra con la Gran Bretagna finì con la pace firmata nel luglio 1713, ma Barcellona era ancora in mano ai sostenitori della Casa d'Austria. A causa della mancanza di navi per bloccare il porto di Barcellona e le sue coste, il 26 agosto 1713 il re Filippo V chiese a López Pintado di mettere a disposizione le sue navi per la campagna, nella speranza che altri armatori seguissero il suo esempio. López Pintado rispose positivamente alla chiamata del re, iniziando il carenaggio delle navi a Cadice, per poi armarle ed equipaggiarle. All'inizio di ottobre le navi cominciano a caricare cannoni, munizioni e ogni tipo di materiale bellico. Il 5 ottobre arrivò da Madrid l'ordine al sindaco di Cadice, Francisco de Varas y Valdés, di accelerare i preparativi dello squadra navale e di affidarne il comando a Manuel López Pintado.
La squadra di 10 navi, di diversi proprietari, al comando dell'ammiraglio López Pintado, lasciò Cadice tra il 10 e il 13 novembre 1713, diretto verso la costa di Barcellona, tra cui figuravano due di sua proprietà, la fregata Sacra Familia, con 24 cannoni, e la grande Nuestra Señora del Mar, con 40.
La squadra era completata da altre sei navi private,  Nuestra Señora de Atocha,  Nuestra Señora de los Reyes, San Francisco de Paula, Santo Cristo de la Veracruz, Santo Cristo de San Román e Santo Cristo de San Martín, che erano armate per l'occasione con un numero di cannoni compreso tra 18 e 38, tranne l'ultima, che ne trasporta solo 8, la fregata Águila de Nantes, con 38 cannoni e l'ammiraglia di López Pintado, il galeone  Nuestra Señora de Guadalupe y San Antonio.
La squadra contava su 2.048 uomini, e la preparazione e l'armamento delle navi costarono 82.776 scudi. Le navi di López Pintado ancorarono a Rota per imbarcare gli equipaggi, salpando nel pomeriggio del 12 novembre, attraversando lo stretto il 20.
La squadra salpo da Cartagena il 23 dicembre diretta ad Alicante, imbarcando tra le due città 7.000 uomini che vennero poi sbarcati sulla spiaggia di Llobregat. Per incorporare più navi nel blocco, il marchese di Mari si recò a corte per discutere con il re l'acquisto di diverse navi a Genova.
Acquistate anche le navi Real Mari, posto al comando del marchese di Mari, Príncipe de Asturias, capitano Domingo Justiniani, La Reina, la fregata San Fernando, sostituita dalla nave Lanfranco a Genova, oltre alla nave Campanela. Dall'anno precedente, le galere al comando di José de los Ríos pattugliavano la costa catalana.
Non bastando né le navi di López Pintado né quelle appena acquistate, Filippo V chiese supporto navale a suo nonno, il re francese Luigi XIV.
Il tenente generale Jean-Baptiste Du Casse fu nominato comandante delle squadre spagnola e francese. Arrivò nel febbraio 1714 con le navi da 60 cannoni Entreprenant, ammiraglia e Furieux, e le fregate Hermione e Vierge de Grace.
Una volta terminata la campagna con la resa di Barcellona, il galeone rimase ancora quasi un anno nelle acque europee prima di un possibile ritorno alla base di Veracruz, anche se, a causa di circostanze diverse, non avrebbe più prestato servizio nella Armada de Barlovento. Il 13 settembre 1714 salpò da Barcellona verso Genova per portare ad Alicante la nuova regina Elisabetta Farnese. Era insieme alla  Nuestra Señora del Carmen (ex Lanfranco), e  Nuestra Señora de Begoña (ex Campanela), comandate dal caposquadra Andrés de Pes.
Sulla Nuestra Señora de Guadalupe y San Antonio alzava la sua insegna il marchese di Mari e il galeone era al comando del capitano Antonio González. La regina Isabella decise di recarsi in Spagna via terra e lo squadra tornò a Barcellona, dove si stava allestendo un'altra squadra, destinato a conquistare Maiorca e Ibiza, ultime roccaforti dei sostenitori della Casa d'Austria.
Con lo squadra navale, al comando del generale di marina Pedro José Gutiérrez de los Ríos y Zapata, conte di Fernán Núñez, che alzava la sua bandiera sul  Nuestra Señora del Carmen (ex Lanfranco), salpò da Barcellona l'11 giugno 1715. Essa era formata da 27 navi da guerra di scorta a circa 200 navi mercantili che trasportavano un esercito di diecimila uomini, al comando del generale francese d'Aspheld.
In questa campagna sul galeone alzava la sua insegna di jefe de esquadra il Marchese di Gabaret. Le truppe sbarcarono a Calonge, vicino ad Alcudia, il 15 giugno. Il marchese Josep Antoni de Rubí y Boixadors, viceré dell'arciduca Carlo, si arrese senza opporre resistenza il 3 luglio. Con il successivo sbarco sull'isola di Ibiza si conclude la guerra di successione spagnola.

### Ritorno alla flotta delle Indie
Senza effettuare lavori di raddobbo il galeone fu incaricato di scortare la flotta della Nuova Spagna, al comando dal caposquadra Manuel López Pintado che alzava la sua insegna sulla Nuestra Señora del Carmen de Begoña (ex Campanela), per Veracruz, lasciando Cadice il 21 agosto 1715.
La flotta era composta da dieci navi mercantili e la scorta era completata dalla fregata Príncipe de Asturias. Sull'Almiranta  Nuestra Señora de Guadalupe y San Antonio alzava la suaninsegna Eugenio Martínez de Rivas, che fungeva da ammiraglio della spedizione, nominato capitano di mare e di guerra, mentre il capitano di mare e di guerra Francisco Julián de Aguirre fu nominato capitano della nave. La flotta arrivò a Veracruz il 1° novembre, dove scaricò le quasi duemila tonnellate di merci e i 9.000 quintali di mercurio imbarcate.
Il 21 maggio 1716 salpò da Veracruz per tornare a Cadice con la flotta di López Pintado. All'Avana, dove la flotta arrivò il 22 giugno, si unì alle navi di Fernando Chacón. Entrambe le flotte, composte da 12 navi da guerra, salparono il 6 luglio e tornarono a Cadice il 25 agosto 1716.
Il 28 luglio 1717, al comando del capitano Juan de Córdoba, salpò da Cadice come ammiraglia della flotta della Nuova Spagna destinata a raggiungere Veracruz, composta da nove navi mercantili e al comando del jefe de esquadra Antonio Serrano, che alzava le sue insegne sulla Capitana  Nuestra Señora de Begoña, avendo come patache la fregata a due ponti e 50 cannoni Nuestra Señora de Gracia. Le navi arrivano a Veracruz il 9 ottobre. Per il viaggio di ritorno salparono da Veracruz l'8 maggio 1718 e arrivarono all'Avana il 13 dello stesso mese, salpando nuovamente il 30 per arrivare a Cadice il 16 agosto.

### Guerra della Quadruplice Alleanza
Quando il galeone tornò con la flotta a Cadice, la Corona spagnola era impegnata in operazioni diplomatiche e preparativi militari per recuperare i territori perduti in Italia durante la guerra di successione spagnola.
Le potenze europee formarono un'alleanza per fermare le ambizioni spagnole. Filippo V e il suo ministro Alberoni contrattaccano e progettano uno sbarco nel sud dell'Inghilterra, dove gli Stuart pretendenti del trono britannico avrebbero formato un esercito.
Il Nuestra Señora de Guadalupe y San Antonio si unì alla squadra al comando del tenente generale Baltasar de Guevara, che dovette lasciare Cadice per iniziarequesta spedizione. Il galeone era comandato dal capitano Rodrigo de Torres, che era anche il secondo in comando della spedizione.
Salpate da Cadice il 7 marzo in direzione nord le navi dovevano unirsi a Vigo con un'altra nave da 60 cannoni, una fregata da 20 cannoni e 20 navi da trasporto, facendo poi scalo a La Coruña, Santander e Pasajes per caricare più navi e più truppe.
Lo squadrone subì forti venti da nord-est, che dispersero le navi a partire dal 27 marzo vicino a Capo Finisterre, fermando così i piani per lo sbarco.
Per quasi due settimane la squadra di Guevara soffrì l'inclemenza della tempesta, con diverse navi si schiantano sulla costa, mentre altre entrano in vari porti della Galizia, come il galeone Nuestra Señora de Guadalupe y San Antonio che arrivò a Vigo il 10 aprile con molti danni alle strutture, altre quattro navi arrivano a Lisbona e otto ritornano a Cadice.
I piani per lo sbarco in Inghilterra non furono abbandonati e le navi iniziarono a essere riparate, anche se si stimava che ci sarebbero voluti circa tre mesi prima che l'intera spedizione fosse di nuovo pronta, per poi essere definitivamente sospesa.

### Il combattimento di Capo San Vincenzo
Dopo il disastro della spedizione d'Inghilterra, alcune navi da guerra si trovavano nelle acque del Mar Cantabrico nel dicembre 1719. Il capitano Rodrigo de Torres ricevette l'ordine di assumere il comando di queste navi e di portarle a Cadice per evitare la loro possibile distruzione o cattura da parte degli alleati, che avevano avviato diversi attacchi contro i porti del Mar Cantabrico e la costa galiziana.
Torres salpò da Santander con il galeone e le fregate a San José, Hermione, e Fidela, quest'ultima armata con soli 20 cannoni.
Una fregata britannica e uno sloop furono catturati al largo delle coste portoghesi, carichi di sale, vino, arance e altre merci. Il resto del viaggio lungo la costa portoghese si svolse tranquillamente e senza intoppi.
Giunti all'altezza di Capo San Vincenzo,  il 21 dicembre le navi spagnole furono intercettate da uno squadra britannica, dando origine al combattimento che più tardi sarebbe stato conosciuto come prima battaglia di Capo San Vincenzo.
Il commodoro britannico Philip Cavendish era al comando di una divisione composta dalle navi di linea da 50 cannoni Advice e Norwich, e dalla fregata da 40 cannoni Dover, facendo rotta verso le navi di Torres per intercettarle.
Dopo cinque ore di combattimento, le navi britanniche si ritirarono facendo rotta verso Gibilterra, avendo recuperato la fregata e lo sloop, al prezzo di 154 tra morti e feriti e con molti danni a bordo.
Le quattro navi al comando del capitano Torres entrarono a Cadice il 2 gennaio 1720 con a bordo 20 tra morti e 27 feriti.

### Ritorno alle flotte delle Indie
Dal 23 gennaio 1720 la nave, che si trovava a Cadice, fu al comando del capitano Gabriel Pérez de Alderete, marchese di Casinas. Il 29 giugno 1720 il comando fu assunto dal capitano Gabriel de Mendinueta.
Il 7 agosto 1720 il galeone salpò da Cadice come nave ammiraglia della flotta della Nuova Spagna al comando di Fernando Chacón Medina y Salazar, composta da diciassette navi mercantili, l'Almiranta San José e la patache Hermione, le stesse navi che erano presenti nel combattimento di Capo San Vicente.
La flotta aveva tentato una prima partenza il 31 luglio, ma essendo cessato il vento favorevole dovette ancorare a Rota. Il 3 agosto ebbe luogo una nuova partenza, ma si ancorò nuovamente, a causa dei venti di ovest-sudest, fino alla notte del 6 agosto quando iniziarono a salpare, ad eccezione della nave  Nuestra Señora de los Reyes, a causa dei danni causati dalle forti venti il 3 agosto, e il San Vicente Ferrer, che fu alleggerito perché troppo carico e salpò il 7 agosto. La flotta, che aveva a bordo 4.378 tonnellate di merci e 4.000 quintali di mercurio, fu scortata dalla nave Estrella de Mar fino alle isole Canarie e poi arrivò a Veracruz il 26 ottobre 1720. La destinazione di queste mercanzie fu, per la prima volta, la città di Jalapa, che un regio decreto del 20 agosto 1718 aveva stabilito che in questo luogo si sarebbe tenuta la fiera per la vendita delle mercanzie. Il 29 maggio 1721, la flotta della Nuova Spagna salpò da Veracruz ed entrò all'Avana il 21 giugno, salpando nuovamente il 26 luglio, con le tre navi da guerra e le nove navi mercantili che arrivarono a Cadice il 19 settembre 1721, portando a bordo 9.183.980 pesos di privati e 888.921 pesos del re di Spagna, oltre ad altre merci, e il viceré del Perù, Carmine Nicolao Caracciolo principe di Santo Buono, e la sua famiglia.
Con ordine reale del 19 gennaio 1722, il capitano Gabriel de Mendinueta riprese il comando del galeone. Il 26 giugno 1722 esso salpò da Cadice con la fregata San José, diretto a Veracruz, in questa occasione facendo parte della flotta Azogues, comandata dal tenente generale Fernando Chacón Medina y Salazar.
Le navi arrivano a destinazione il 26 agosto, dopo 59 giorni di navigazione, sbarcando il nuovo viceré della Nuova Spagna, Juan de Acuña y Bejarano, marchese di Casa Fuerte, 8.000 quintali di mercurio, tori, lettere sigillate, armi e munizioni.
L'8 aprile 1723 le navi salparono da Veracruz per il ritorno a Cadice. Il 21 aprile il tenente generale Chacón morì a bordo del galeone, sostituito al comando della flotta dal capitano Gabriel Pérez de Alderete, marchese di Casinas, essendo il comandante più anziano.
Le navi entrarono all'Avana a metà del mese di maggio e salparono pochi giorni dopo, il giorno 22, per arrivare infine a Cadice il 19 luglio 1723 con 8.920.161 pesos e altri prodotti vari.
Sul galeone viaggiarono 408.271 pesos per la Tesoreria Reale e 4.062.717 da privati. Nel viaggio di ritorno si trovava l'ex viceré Baltasar de Zúñiga y Guzmán, marchese di Valero.
Nel dicembre 1723 il capitano Gabriel Pérez de Alderete, che era al comando del galeone, ricevette l'ordine di salpare da Cadice verso il porto cantabrico di Guarnizo, dove avrebbe dovuto prendere in carico la nave San Luis di nuova costruzione.

### Il naufragio
Sempre come nave ammiraglia e al comando del capitano Gabriel de Mendinueta, il Nuestra Señora de Guadalupe y San Antonio salpò da Cadice l'11 luglio 1724 con la flotta Azogues del jefe de esquadra Baltasar de Guevara.
La nave San José, al comando di il capitano Sebastián de Villaseñor, fungeva da Almiranta e la flotta era composta da altre due navi da carico, una destinata all'Avana e l'altra a Porto Rico. Portavano a Veracruz 4.000 quintali di mercurio.
A causa della mancanza di vento, le quattro navi ancorarono al largo di Rota fino al 13 luglio, quando ripartirono alle 9 del mattino. Dopo aver sostato a Santa Cruz de Tenerife, il 13 agosto arrivarono a Porto Rico per imbarcare acqua e riparare l'albero maestro della San José, salpando di nuovo il 23.
Sulla rotta da Porto Rico all'Avana, il 24 agosto le navi vennero sorprese da una tempesta che portò all'affondamento di due navi sulla costa settentrionale di Hispaniola, l'attuale Repubblica Dominicana, quando urtarono le scogliere della baia di Samana.
A tarda notte e dopo aver superato Capo San Rafael, la Nuestra Señora de Guadalupe y San Antonio si incagliò, mentre la San José si arenò all'alba in mezzo a forti venti.
Dei 600 presenti a bordo del galeone, furono tratti in salvo circa 500 tra membri dell'equipaggio e passeggeri, mentre laSan José colpì una barriera corallina e dei 600 membri dell'equipaggio e dei passeggeri presenti a bordo vi furono 30 sopravvissuti. Il jefe de esquadra Baltasar de Guevara morì in una delle barche, mentre tentava di trarre in salvo il capitano Mendinueta.
Il relitto del galeone Nuestra Señora de Guadalupe y San Antonio fu scoperto nel 1975 da pescatori nella baia di Samaná, nella Repubblica Dominicana, nella vicina città di Miches. Dopo l'intervento della Marina Dominicana, le autorità concessero il permesso di esplorazione e recupero al capitano Tracy Borden, della Caribe Salvaje SA, una compagnia di salvataggio statunitense. In un anno di lavoro furono recuperati 20.000 oggetti, che attualmente sono esposti nel Museo delle Case Reali di Santo Domingo. Nel 1992 fu richiesta la collaborazione di un gruppo di ricercatori spagnoli e iniziò quello che venne chiamato Progetto Galeones de Azogue. Obiettivo del progetto era la documentazione esaustiva dei resti del galeone, il suo studio e l'analisi dei materiali associati.
Concentrandosi esclusivamente sul lavoro svolto sulla nave, è stato effettuato una grande ricerca delle informazioni esistenti negli archivi spagnoli, individuando un'ampia documentazione che comprendeva le ordinanze giudiziarie relative al naufragio, alla rotta e all'elenco dei passeggeri. In relazione al suo carico sono stati individuati il Registro di sistema, i Contratti per l'acquisto di oggetti e i biglietti di spedizione. È stato effettuato un rilievo planimetrico completo, separando chiaramente i lavori orientati allo studio dell'Architettura e della Costruzione Navale. I risultati ottenuti hanno permesso la costruzione di un modello in scala della nave Nuestra Señora de Guadalupe y San Antonio.

### Annotazioni
1. ↑  La Armada de Barlovento era una formazione navale composta da 50 navi e fu creata dall'Impero spagnolo per proteggere i suoi territori americani d'oltremare dagli attacchi dei suoi nemici europei, nonché di pirati e corsari. La Armada de Barlovento sarebbe stata sciolta dopo la firma del Trattato di Utrecht all'inizio del XVIII secolo.
2. ↑  Diversi autori britannici affermano che Cavendish affrontò tre grandi navi. A causa del maltempo, i portelli dei cannoni della batteria inferiore non poterono essere aperti e le navi spagnole riuscirono a fuggire, e Cavendish entrò a Gibilterra con la perdita di soli quaranta morti e feriti.

### Fonti
1. 1 2 3 4 5 6 7 8 9 10 11 12 13 14 15 16 17  Exponav.
2. 1 2 3 4 5 6 7 8 9 10 11 12 13 14 15 16 17 18 19 20 21 22 23 24 25 26 27 28 29 30 31 32 33 34 35 36 37 38  Todoavante.
3. 1 2 3 4 5 6 7 8 9 10 11 12 13 14 15 16 17 18 19 20 21 22 23 24 25 26 27 28 29 30 31 32 33 34 35 36 37 38 39 40 41 42 43 44 45 46 47 48 49 50 51 52 53 54 55 56 57 58 59 60 61 62 63 64  Todoababor.
4. ↑  Duro 1900, p. 91.
5. ↑  Duro 1900, p. 100.
6. ↑  Duro 1900, p. 110.
7. ↑  Duro 1900, p. 111.
8. 1 2  Duro 1900, p. 116.
9. ↑  Duro 1900, p. 117.
10. 1 2 3 4  Duro 1900, p. 118.
11. 1 2  Duro 1900, p. 165.
12. 1 2 3 4 5  Duro 1900, p. 166.
13. ↑  Duro 1900, p. 167.
14. 1 2 3  Duro 1900, p. 172.
15. ↑  Duro 1900, p. 187.